# When You Land Here It's Time to Return
When You Land Here It's Time to Return är det indierockbandet Flake Music (idag kända som The Shins) debutalbum. Albumet släpptes på Omnibus Records år 1997.

## Låtlista
1. "Spanway Hits" – 2:28
2. "Blast Valve" – 2:56
3. "Roziere" – 1:23
4. "Structo" – 3:42
5. [Untitled] – 0:51
6. "Deluca" – 4:06
7. [Untitled] – 2:51
8. "Mieke" – 2:12
9. [Untitled] – 3:17
10. "The Shins" – 2:35
11. "Vantage" – 5:15